# Château de Bressieux
Le château de Bressieux est un ancien château fort du XIIIe siècle dont les vestiges se dressent sur la commune de Bressieux dans le département de l'Isère en région Auvergne-Rhône-Alpes.
Le château fut le siège de la baronnie de Bressieux, l'une des quatre que comptait le Dauphiné, érigée en marquisat par le roi Louis XIII en 1612. Construit en briques roses, il est désormais ouvert librement à la visite et est également utilisé de nos jours pour des jeux de rôle grandeur nature.
Les ruines de l'ancien château font l’objet d’un classement au titre des monuments historiques par arrêté du 16 août 1904.

## Situation et accès

### Situation
Le château de Bressieux est situé dans le département français de l'Isère sur la commune de Bressieux, à 1 kilomètre au nord-ouest du bourg de Bressieux, dressé sur les derniers contreforts du plateau boisé de Chambaran à 529 mètres d'altitude. Il domine au nord la plaine de la Bièvre.

### Accès
Le château et la commune de Bressieux sont reliés à la ville voisine Saint-Étienne-de-Saint-Geoirs, siège de la communauté de communes Bièvre Isère par la RD130. Cette communauté se situe au centre d'une triangle formé par les autoroutes A7, A48 et A49.
L'aéroport de Grenoble-Alpes-Isère est situé à moins de cinq kilomètres du château.
La gare ferroviaire la plus proche est la gare du Grand-Lemps, située à environ 10 km du château. Celle-ci se présente sous la forme d'une halte ferroviaire desservie par les trains TER Auvergne-Rhône-Alpes de la relation de Lyon-Perrache.

## Historique

### Moyen Âge
Le château en galets roulés est construit à la fin du XIIe siècle par Aymard III. Il succède probablement à un premier château érigé vers 1025 qu'aurait construit un seigneur du nom de Bornon et qu'Aymard Ier, peut-être à la fin du XIe siècle, aurait alors fait creuser un fossé circulaire pour protéger la motte.
Le château de Bressieux, castrum Bressiacum, est cité en 1207, en fief relevant alors de l'Église de Vienne.
Au milieu du XIIIe siècle Aymard VI reconstruit le château en briques après avoir arasé partiellement les murs en galets roulés. En 1276 on construit le donjon et on agrandit le fossé. Aymard de Bressieux en rend hommage en 1317 au comte Amédée V de Savoie et en 1327 Hugues de Bressieux en fait hommage au Dauphin. À la mort de Geoffrey de Bressieux, mort sans héritier mâle, les terres et le château parviennent à son gendre Humbert de Grolée après un procès entre lui et Aymard de Clermont.
Le château fut à l'origine de la création d'une nouvelle paroisse qui s'est limitée à l'emprise du site castral.

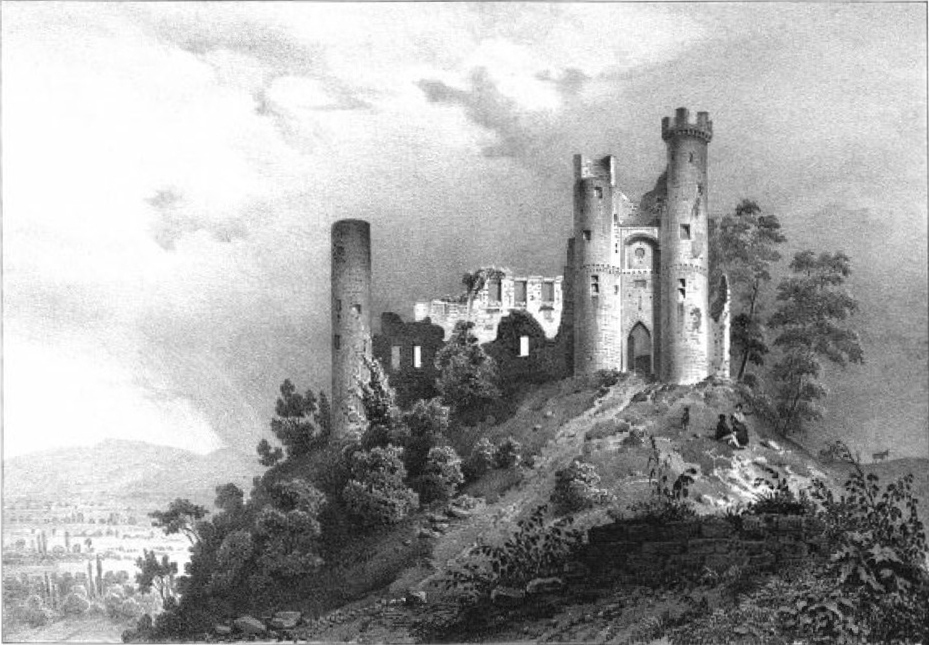
Le château de Bressieux au XIXe siècle, illustré par Victor Cassien (1808 - 1893).

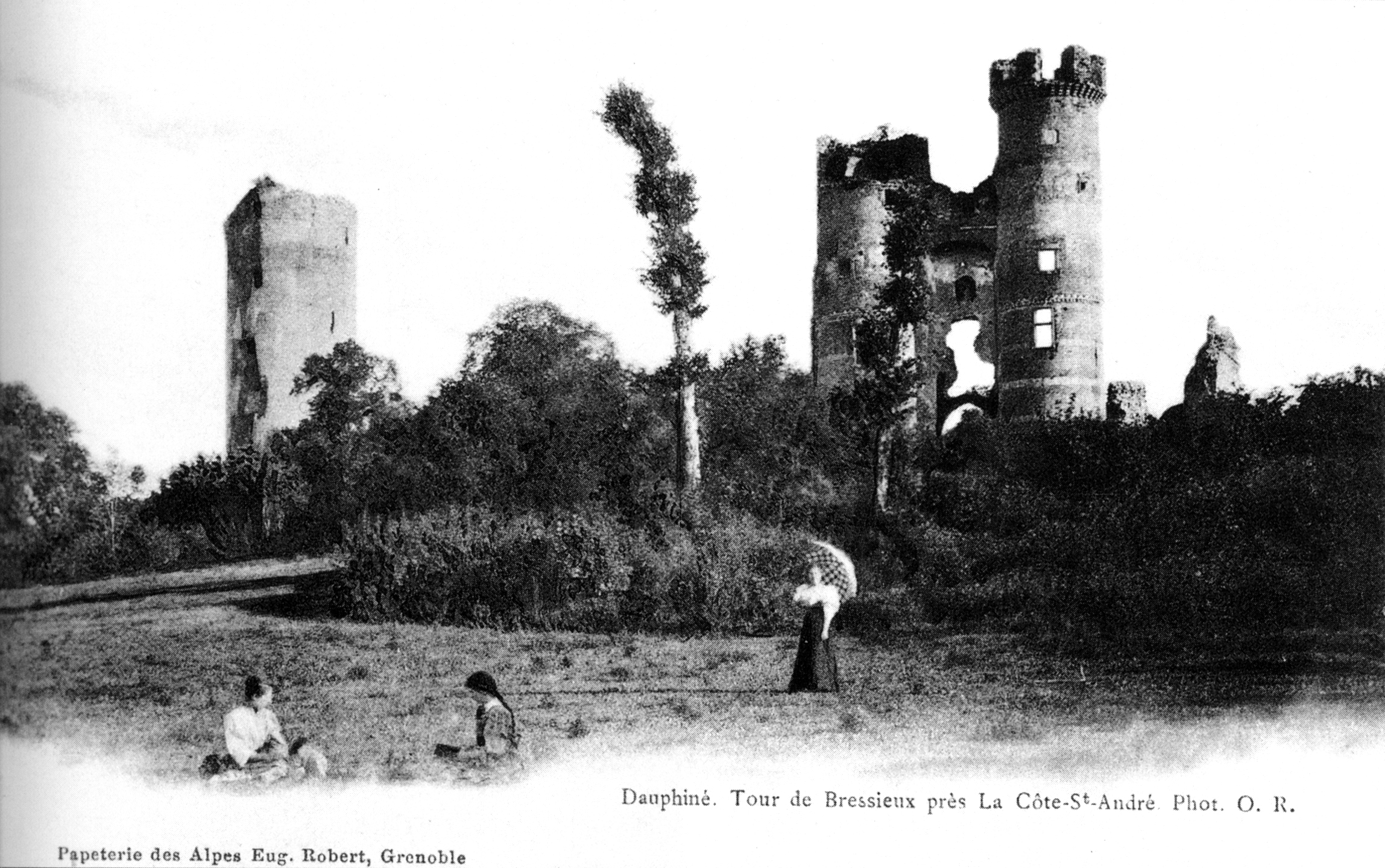
Le château de Bressieux au début du XXe siècle.

### Renaissance
En 1538, François Ier y est reçu par Aymard Antoine de Grolée[réf. nécessaire].

### Époque contemporaine
En 1981 est créée une « Association de Sauvegarde du Château de Bressieux ».
Le site du château a fait l'objet de fouilles notamment au XIXe siècle et de 1983 à 1992.

### Liste des seigneurs
Les différents seigneurs du château de Bressieux sont :
- les Bressieux de l'origine à 1403 ;
- les Clermont de 1403 à 1420 ;
- les Grolée de 1420 à 1588 ;
- les La Baume de Suze de 1588 à 1720 ;
- les Valebelle de 1720 à 1780 ;
- les Bérard de Gouteffrey de 1780 à 1789.

## Description
Le château est construit au sommet de la colline qui domine le village. L'enceinte dotée d'un châtelet d'entrée du dernier quart du XIIIe siècle est entouré d'un impressionnant fossé sec toujours visible. À l'intérieur, les fouilles ont révélé de nombreuses traces des logis des XIIIe et XVIe siècles.
L'entrée est encadrée par deux tours rondes crénelées partiellement éventrées qui forment châtelet d'entrée qui ont été surélevées par deux fois et comportent les traces des anciens créneaux. Un pont-levis, disparu, mais dont l'ancrage des pivots est encore visible dans les tours portières, précédait une herse, dont on voit encore les rainures. Les tours sont percées de hautes archères droites.
La cour intérieure abrite les maigres ruines des cuisines avec des traces de four, les communs et d'une cave à glace, un puits de plus de 20 m de profondeur et le corps de logis avec des vestiges de cheminées et de fenêtres à coussièges.
Le donjon, ou tour maîtresse, circulaire dérasée, encore haut de 23 mètres, est toujours debout. On y accédait par une porte en arc brisé située en hauteur ; au-dessus de l'ouverture basse récente. Ses murs ont 2 mètres d'épaisseur et un escalier très étroit construit dans l'épaisseur du mur dessert les trois niveaux. La tour est percée d'archères droites et courtes qui protégeaient la longue courtine. Deux larges fenêtres à croisées ont été ouvertes une fois la fonction défensive abandonnée. Depuis le sommet vue panoramique sur les environs.

## Décor de cinéma
Le château est utilisé comme décor dans le film Kaamelott : Premier Volet d'Alexandre Astier, sorti en juillet 2021.

Quelques photos du Château de Bressieux et de son environnement
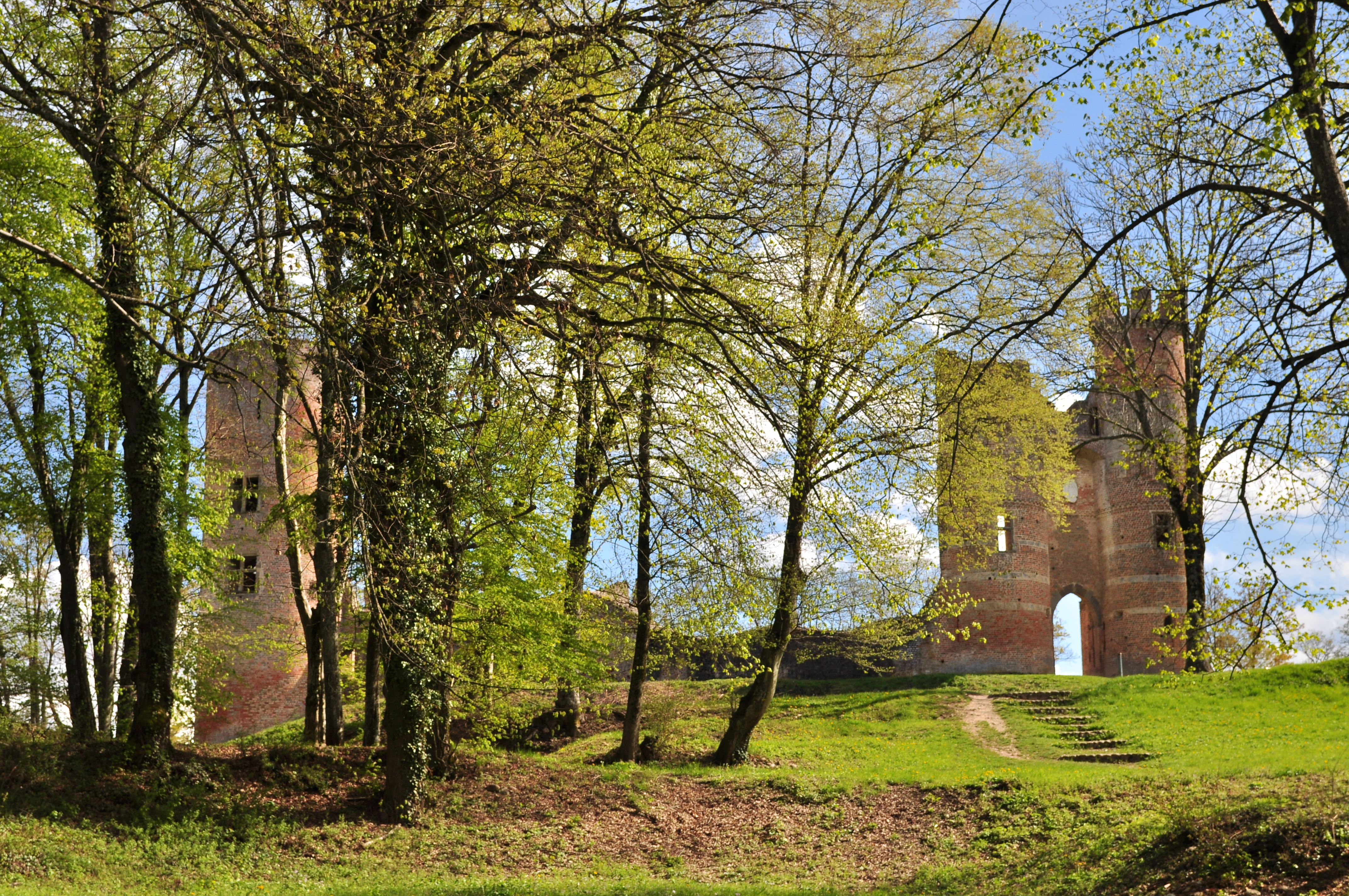
Le château.
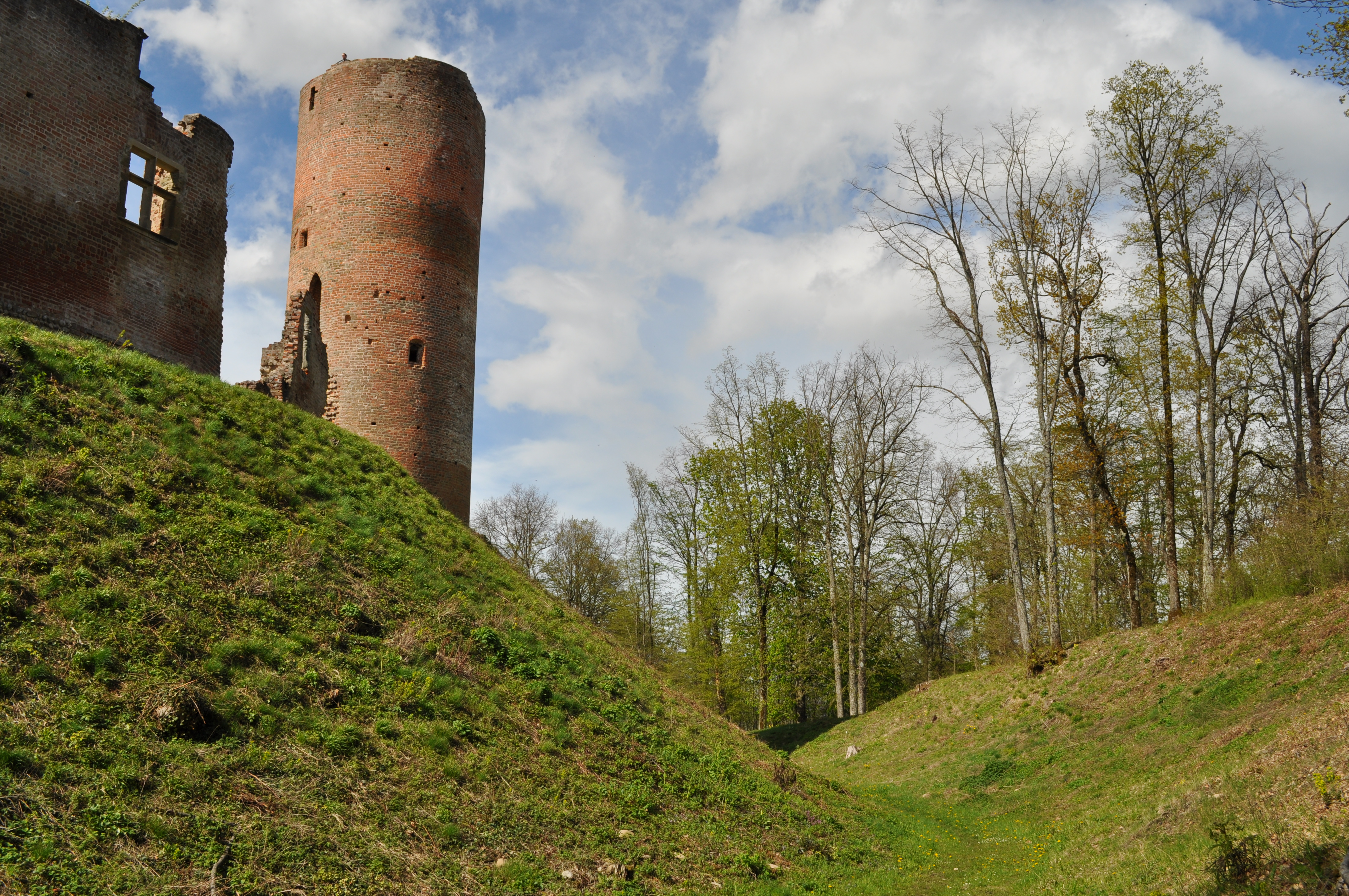
Le fossé.
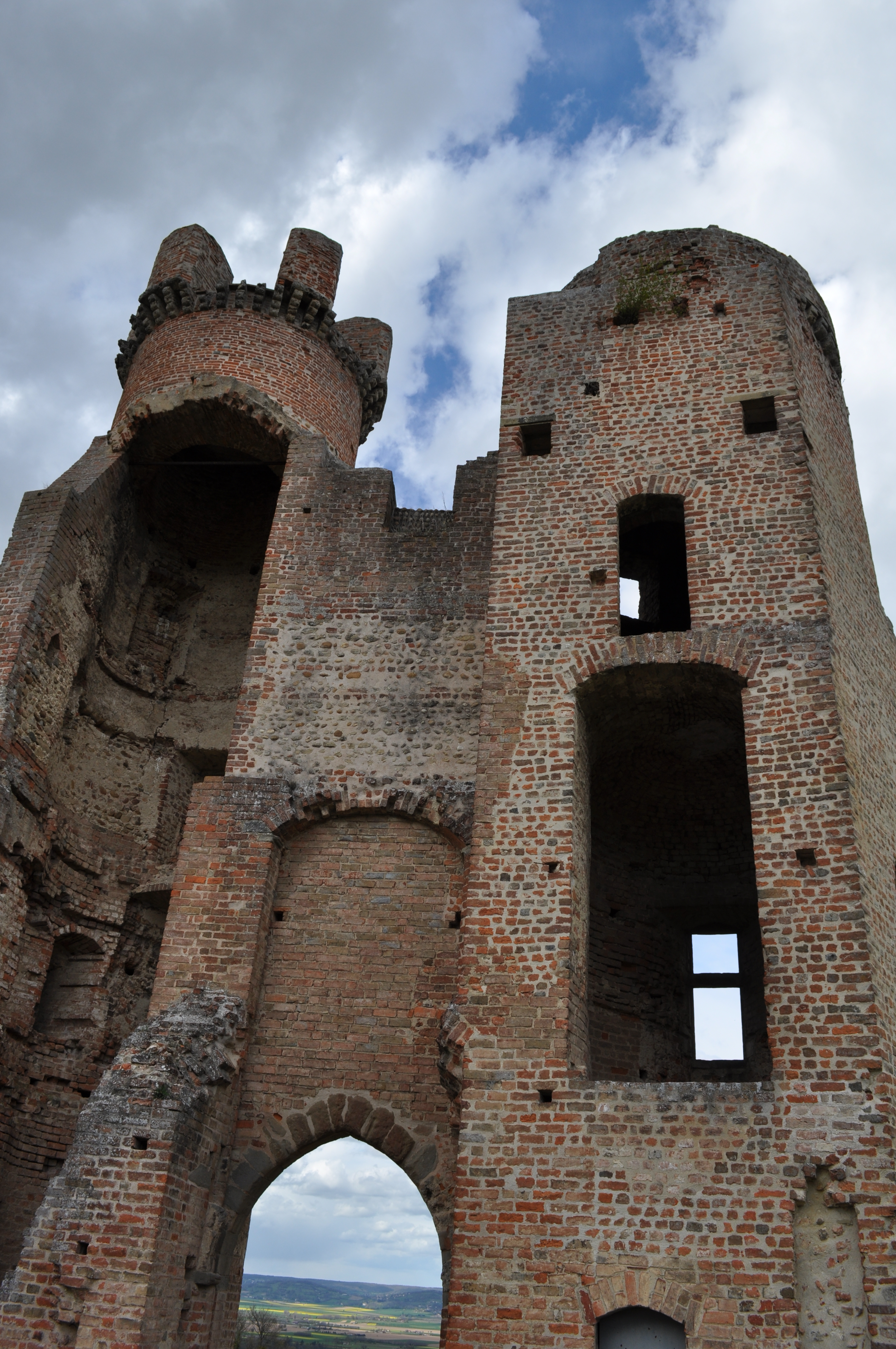
Le châtelet d'entrée.
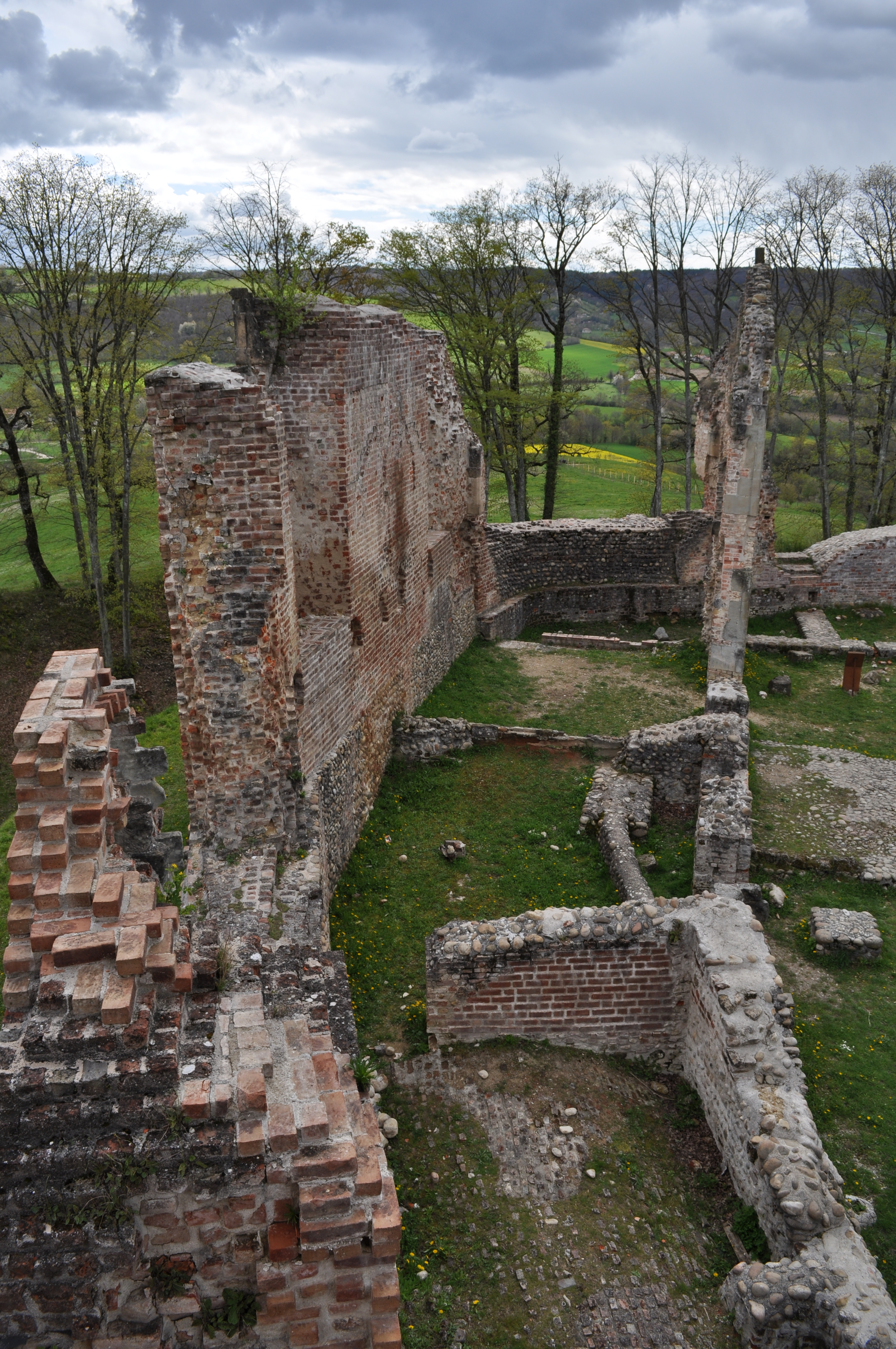
Le logis seigneurial.
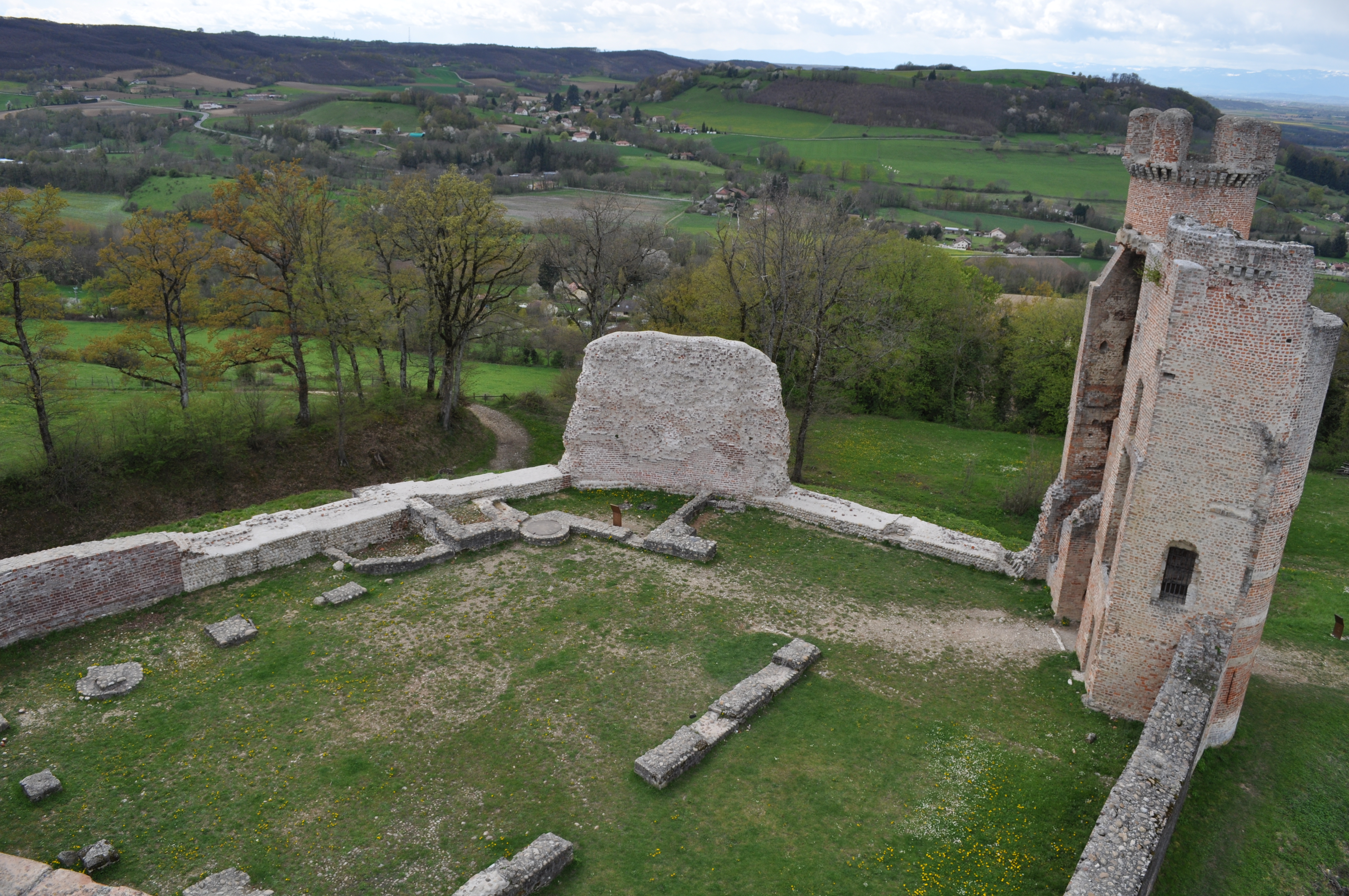
Les communs et le puits.
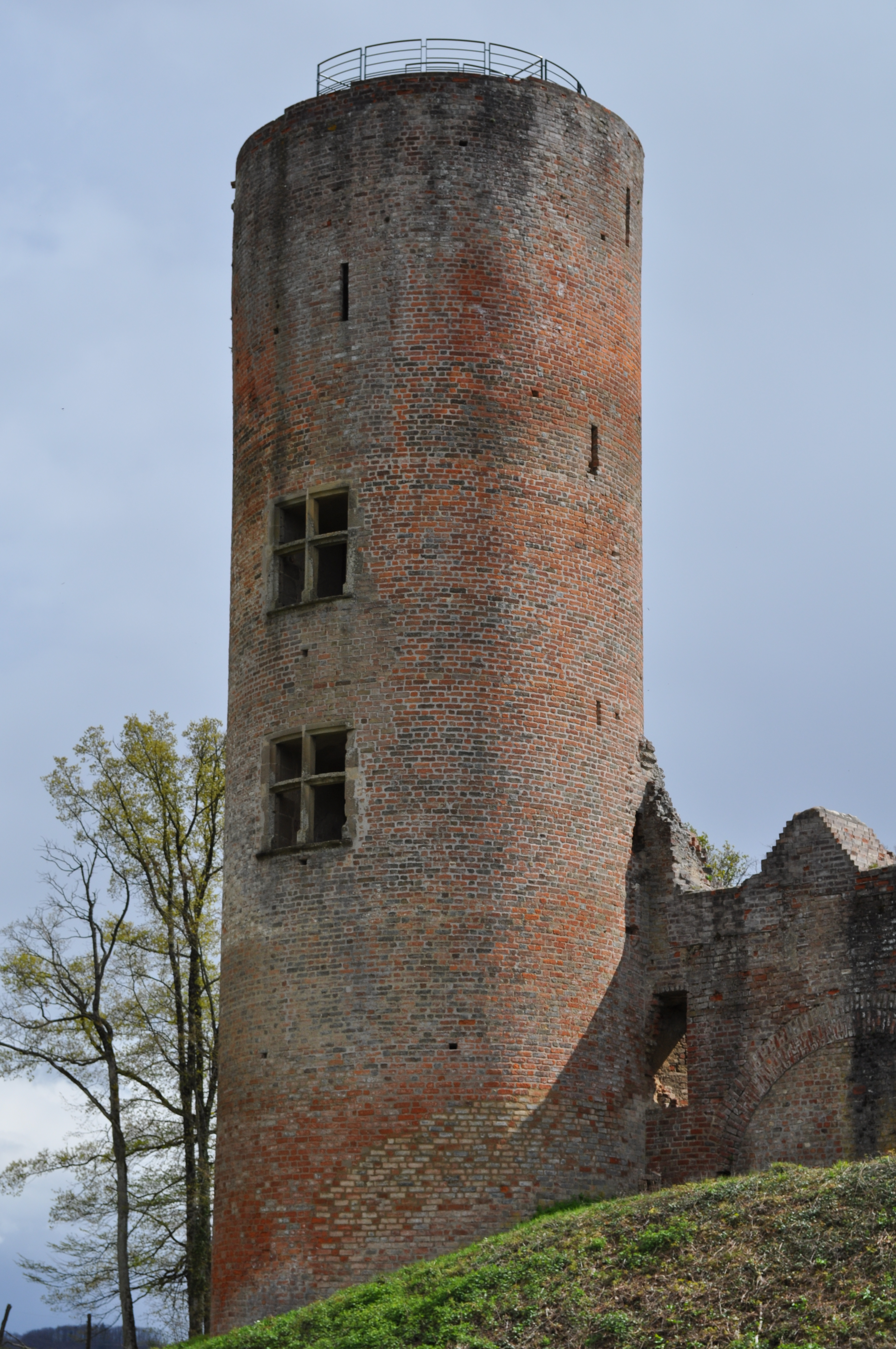
Le donjon.
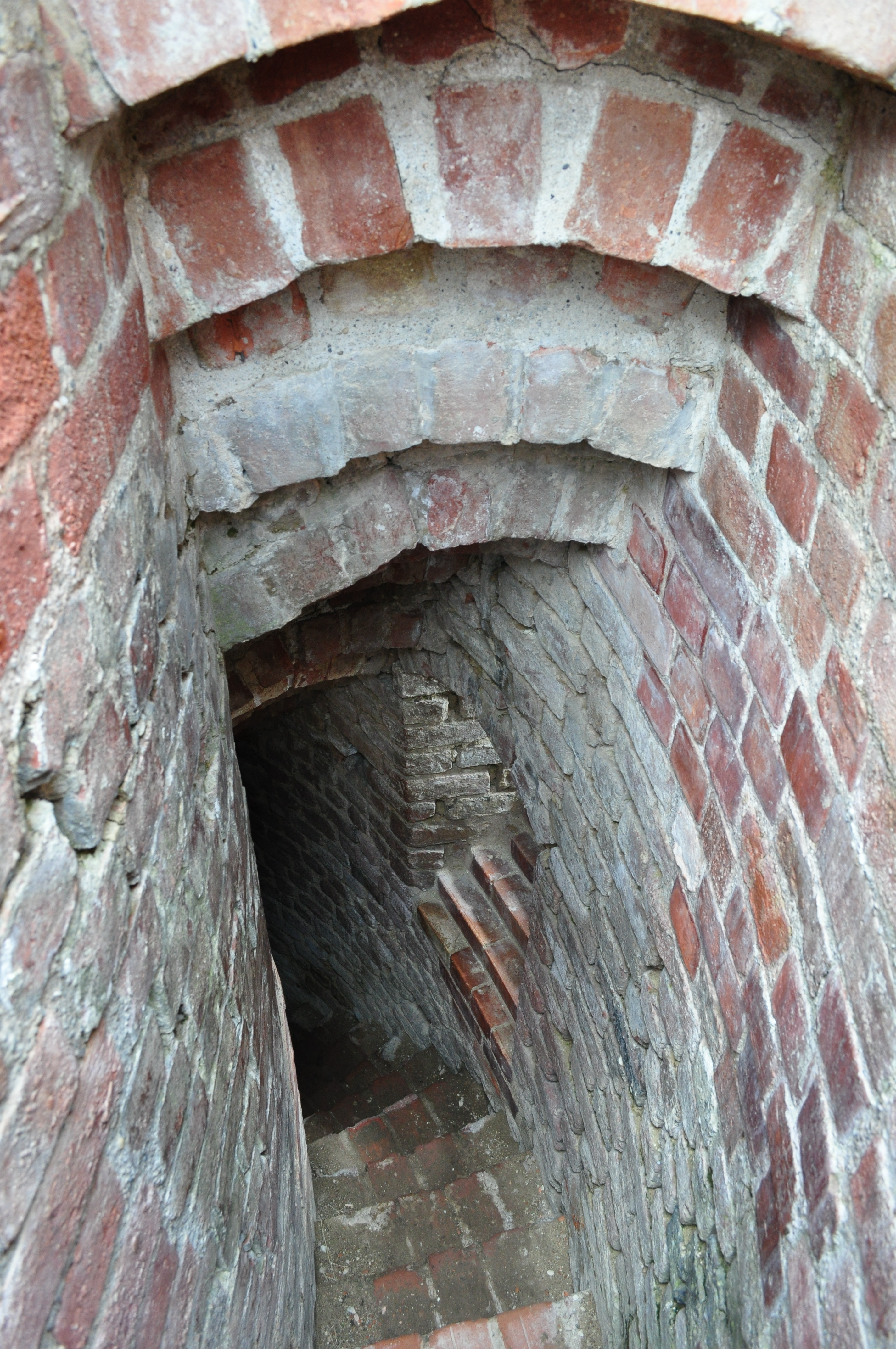
L'escalier pris dans l'épaisseur du mur.
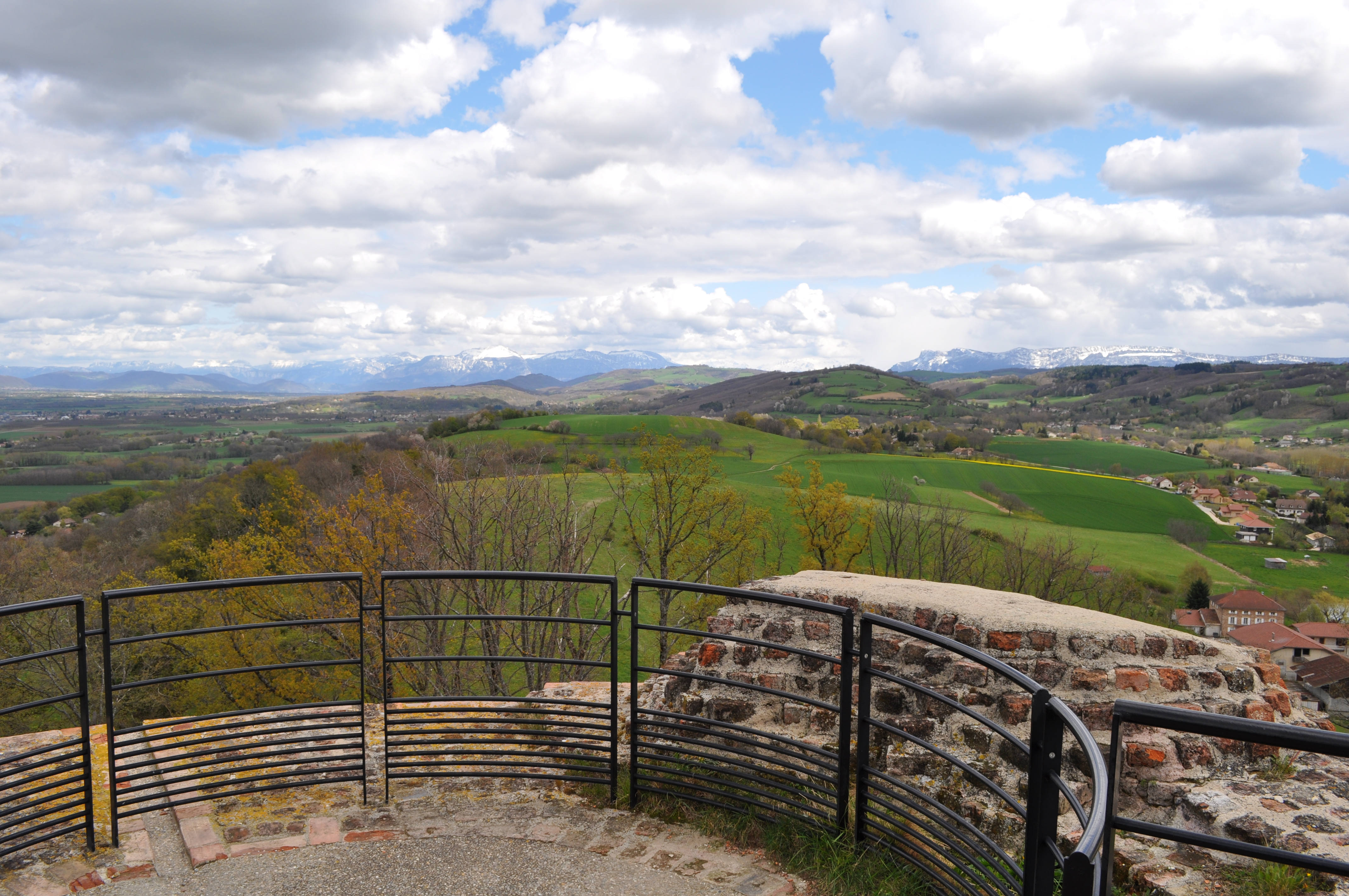
Vue panoramique au sommet du donjon.